# Segunda República da Checoslováquia
```
   |-
       |
Erro:
:  
valor não especificado para "
nome_comum
"

   |-
       | 
Erro:
:  
valor não especificado para "
continente
"
```

Segunda República Checoslovaca (em checo / em eslovaco:  Česko-Slovenská republika), às vezes também chamada de República Checo-Eslovaca, existiu durante 169 dias, entre 30 de setembro de 1938 e 15 de março de 1939 e foi composta pela Boêmia, Morávia, Silésia e pelas regiões autônomas da Eslováquia e Transcarpátia.
A Segunda República foi o resultado dos eventos ocorridos na sequência do Acordo de Munique, onde a Checoslováquia foi forçada a ceder a região dos Sudetos, povoadas por alemães, para a Alemanha nazista em 1 de outubro de 1938, bem como partes do sul da Eslováquia e da Transcarpátia para a Hungria. Após o Acordo de Munique e o governo alemão deixar claro aos diplomatas estrangeiros que a Checoslováquia seria então um Estado cliente alemão, o governo da Checoslováquia procurou obter favores com a Alemanha, proibindo o Partido Comunista do país, suspendendo todos os professores judeus em instituições de ensino alemãs na Checoslováquia, e promulgando uma lei para permitir que o Estado assumisse empresas judaicas.  Além disso, o governo permitiu que os bancos do país ficassem efetivamente sob controle alemão-checoslovaco. 
A República da Checoslováquia foi dissolvida quando a Alemanha a invadiu em 15 de março de 1939 e anexou a região Checa no Protetorado da Boêmia e Morávia. No mesmo dia da ocupação alemã, o Presidente da Checoslováquia Emil Hácha foi apontado pelo governo alemão como Presidente do Estado do Protetorado da Boêmia e da Morávia, cargo que exerceu durante a guerra.

A Segunda República da Checoslováquia antes de seu desaparecimento